# Oreoselinum elegans
Oreoselinum elegans är en flockblommig växtart som beskrevs av Franz Georg Hoffmann. Oreoselinum elegans ingår i släktet Oreoselinum och familjen flockblommiga växter. Inga underarter finns listade i Catalogue of Life.